# 挂苦绣球
挂苦绣球（学名：Hydrangea xanthoneura）为绣球花科绣球属下的一个种。

## 扩展阅读
維基物種上的相關：挂苦绣球